# 음력 7월 19일
음력 7월 19일은 음력 7월의 19번째 날이다.

## 문화
- 2007년 -
  - 에어부산 창립.
  - 크립톤 퓨처 미디어에서 VOCALOID2를 채용한 하츠네 미쿠를 발표.
- 2014년 - 교황 프란치스코가 오전 10시 16분(한국 표준시) 대한민국 서울공항에 도착하여 4박 5일간의 한국 사목방문 일정을 시작함.

## 탄생
- 1907년 - 대한민국의 기업인, LG 창업주 구인회.

## 같이 보기
- 음력 360일: 1월 2월 3월 4월 5월 6월 7월 8월 9월 10월 11월 12월
- 전날:7월 18일 다음날:7월 20일 - 전달:6월 19일 다음달:8월 19일
- 양력:7월 19일
- 음력, 윤달